# Украинское поэтическое кино
Украинское поэтическое кино — художественное течение, возникшее в советском кино в середине 1960-х годов с выходом картины «Тени забытых предков» Сергея Параджанова.
Это течение оставило ряд новаторских фильмов и спровоцировало новое наступление советской идеологической машины на украинское кино, национальное сознание и нетрадиционный художественный поиск.

## История
На возникновение поэтического кино и вообще на развитие киноискусства повлияла некоторая либерализация в период хрущёвской оттепели. Поэтическое кино ярче всего появилось в двух национальных кинематографах: грузинском и украинском. Истоки поэтического кино берут из украинского фольклора и раннего творчества Александра Довженко. Особенностью поэтического кино является притчевое начало, тяга к метафоричности и иносказательности в осмыслении действительности.
Основание для возникновения украинского поэтического кино составило образование в 1962 году Государственного комитета кинематографии при совете министров УССР. Его возглавил Святослав Иванов, ранее главный редактор газеты «Вечерний Киев». Он поддерживал украинских художников, которым угрожала советская цензура. Параллельно директором киностудии им. Довженко стал Василий Цвиркунов. За его председательство в том же году был утвержден сценарий фильма Сергея Параджанова «Тени забытых предков», вышедшего на экраны в 1965 году.
Течение возникло после выхода на экраны в 1965 году картины Сергея Параджанова «Тени забытых предков». Широкое признание фильма способствовало тому, что вокруг его создателей сплачивалась украинская интеллигенция ради отстаивания своих прав.
Расцвет украинского поэтического кино в Украине пришелся на 1960—70-е годы. Авторство термина «украинское поэтическое кино» приписывают Янушу Газди (пол. Janusz Gazda), который впервые использовал его в 1970 году.
Многие фильмы украинского поэтического кино в результате идеологической цензуры были запрещены к показу в СССР. Впервые они были показаны только в конце 1980-х — начале 1990-х годов.

## Характеристика

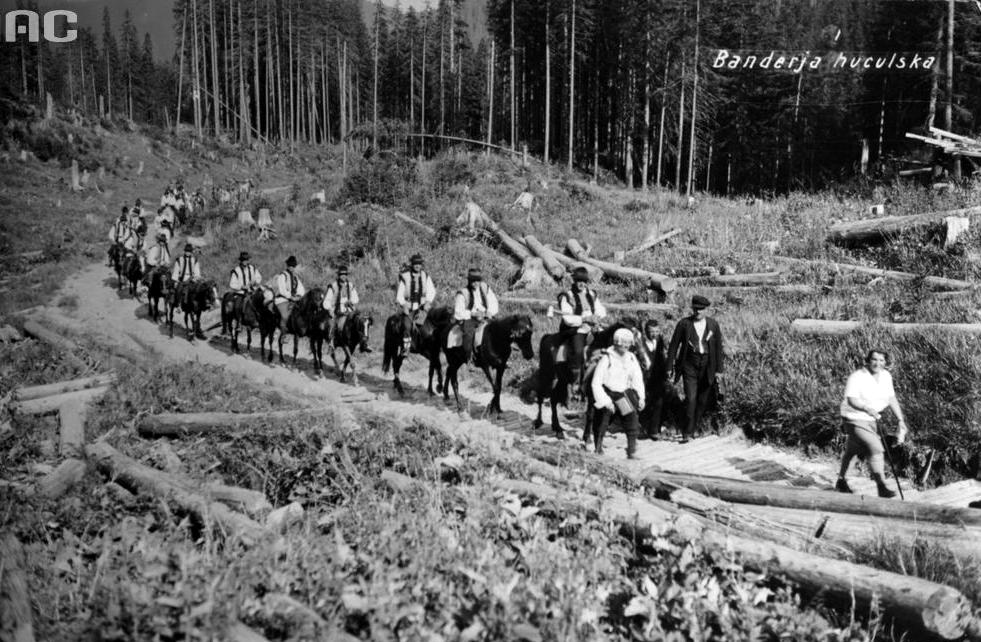
Гуцулы в Карпатах. Довоенная фотография.

В противоположность каноническому советскому реалистическому кинематографу украинское поэтическое кино выводило на первый план визуальную выразительность, сюрреалистические и этнографические мотивы. В фильмах широко представлено этнографическое и ландшафтное окружение западной Украины. Во многих фильмах одну из главных ролей играет Иван Миколайчук. Кинокритик Виталий Юрченко считает, что школу украинского поэтического кино олицетворяют Карпаты и Миколайчук. Действие в фильмах происходит на гуцульщине, а действующими лицами являются гуцулы.

## Представители
Самыми влиятельными режиссерами этого течения стали Сергей Параджанов, Юрий Ильенко, Леонид Осыка, Николай Мащенко и Борис Ивченко.
К фильмам украинского поэтического кино относят более десятка полнометражных художественных фильмов периода украинского кинематографа 1960-70-х годов, среди которых «Тени забытых предков» (1964) Сергея Параджанова; «Родник для жаждущих» (1965), «Вечер накануне Ивана Купала» (1968) и «Белая птица с чёрной отметиной» (1971) Юрия Ильенко; «Каменный крест» (1968) и «Захар Беркут» (1971) Леонид Осыки; «Аннычка» (1969) и «Пропавшая грамота» (1972) Бориса Ивченко; «Совесть» (1968) Владимира Денисенко; «Комиссары» (1968) Николая Мащенко.

## Влияние
Важное место в поэтическом кино занимали метафоризм, аллегоричность и множество символов. Помимо поклонников жанра появились и его противники. Одним из первых с критикой направления выступил киновед и редактор Госкино СССР Михаил Блейман. Тем не менее, поэтическое кино внесло большой вклад в культуру и повлияло на дальнейшее развитие киноискусства Украины. В 1980-х годах появляется ещё один жанр поэтического кино — «городская проза». Как и поэтическое кино, городская проза поднимала философские вопросы и переосмысливала их. Особенностью поэтического кино была жанровая раскрепощённость, поэтому впоследствии из этого жанра вышла традиционная экранизация.
Существенные элементы украинского поэтического кино появились также в ленте Ивана Миколайчука «Вавилон XX» (1979) и артхаусном фильме «Лебединое озеро. Зона» (1989) Юрия Ильенко.